# Mohamed Nagy
Mohamed Nagy Ismail Afash – meglio noto come Gedo – (in arabo محمد ناجى إسماعيل‎?; Alessandria, 30 ottobre 1984) è un allenatore di calcio ed ex calciatore egiziano, di ruolo attaccante, vice allenatore del Pyramids.

## Caratteristiche tecniche
È una prima punta, rapida nei movimenti e forte fisicamente. Tra le sue doti - oltre allo stacco aereo - spiccano il senso della posizione e l'abilità ad inserirsi tra gli spazi. Il suo contributo risulta prezioso anche in fase difensiva.

## Carriera

### Club
La sua carriera professionistica incomincia nell'Al-Ittihad; nel 2010 venne acquistato dall'Al-Ahly. Il 17 novembre 2012 una sua rete risulta decisiva nel successo in finale per 2-1 contro l'Espérance, permettendo agli egiziani di laurearsi campioni d'Africa per la settima volta nella storia.
Il 31 gennaio 2013 passa in prestito all'Hull City insieme al connazionale Ahmed Fathy, in Championship. Esordisce con i Tigers il 9 febbraio contro il Brighton, sostituendo Koren al 71'. Il suo apporto (5 reti in 12 presenze) risulta determinante nella promozione in Premier League dell'Hull City.
Il 2 settembre torna in prestito ai Tigers. Esordisce in Premier League il 23 novembre in Hull City-Crystal Palace (0-1), subentrando al 32' della ripresa al posto di Robert Koren. Complice la presenza in rosa di Koren, Graham e Sagbo non riesce a ritagliarsi uno spazio da titolare. Il 13 gennaio 2014 le due società si accordano per la rescissione del prestito.
Il 25 maggio subisce un grave infortunio al legamento crociato anteriore del ginocchio, rimanendo fermo diversi mesi. Il 22 maggio 2015 rinnova il proprio accordo con la società per altre tre stagioni.

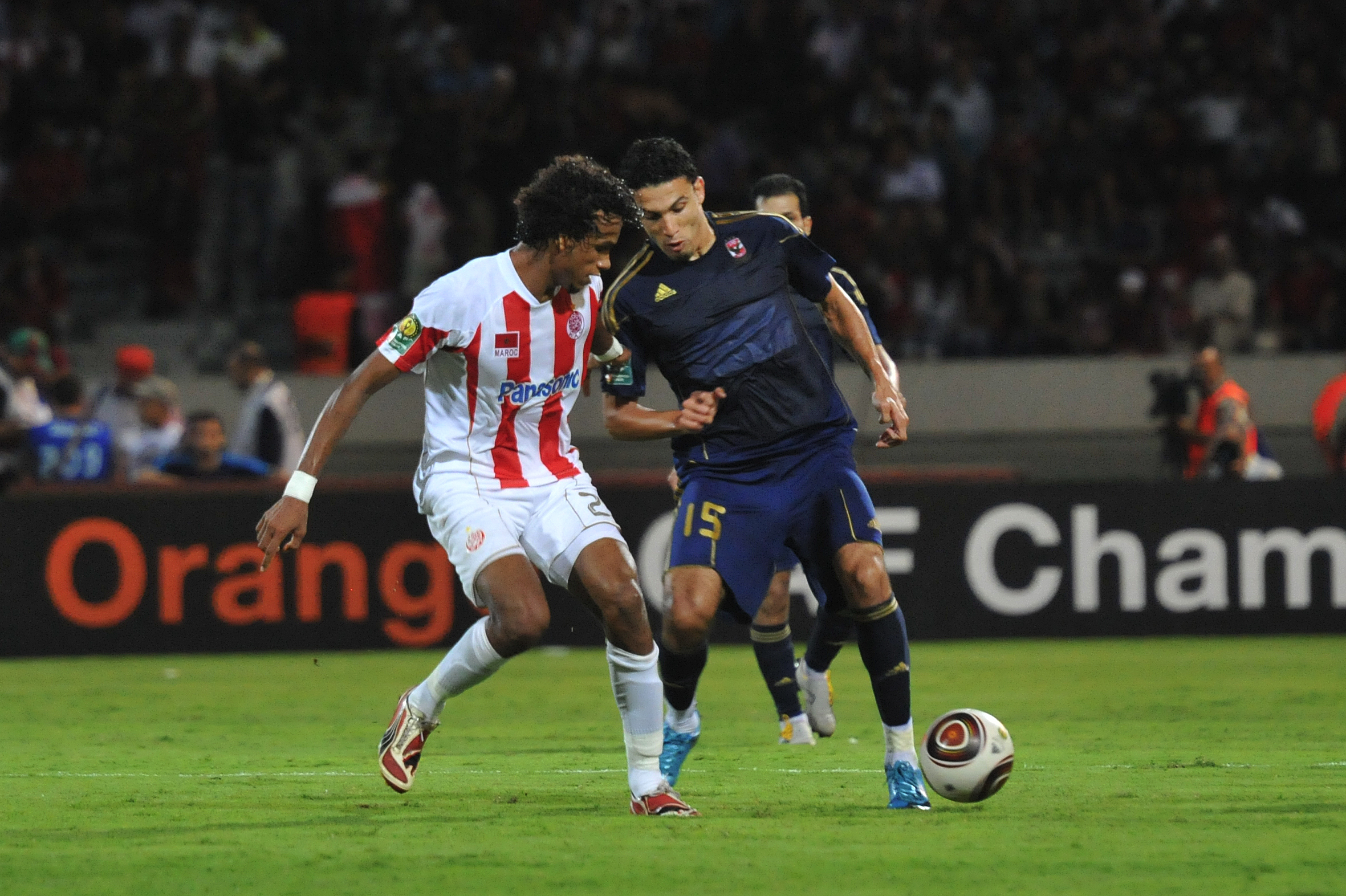
Gedo in azione con la divisa dei Red Devils nel 2011.

Finito fuori dai progetti tecnici della società, il 18 ottobre 2015 passa a parametro zero all'El-Entag El-Harby. Il calciatore si lega alla società biancoverde per mezzo di un contratto valido per una stagione. L'11 febbraio 2016 mette a segno una tripletta contro l'Ismaily (3-0 il finale).
Il 3 agosto 2016 viene tesserato dall'Arab Contractors. Il 10 gennaio 2021 annuncia il proprio ritiro dal calcio giocato.

### Nazionale
Esordisce con i Faraoni il 29 dicembre 2009 in Egitto-Malawi (1-1), subentrando nella ripresa al posto di Ahmed Hassan. Il 4 gennaio 2010 segna la sua prima rete con la selezione egiziana ai danni del Mali (1-0 il risultato finale).
Prende quindi parte alla Coppa d'Africa 2010. Terza scelta in attacco (alle spalle di Meteab e Zidan), nel corso della manifestazione mette a segno cinque reti - laureandosi capocannoniere del torneo - subentrando dalla panchina, di cui una contro il Ghana in finale a 5' dal termine dell'incontro, permettendo all'Egitto di laurearsi campione d'Africa per la settima volta, la terza consecutiva.

## Statistiche

### Presenze e reti nei club
Statistiche aggiornate al 14 ottobre 2020.
| Stagione                      | Squadra                       | Campionato                    | Campionato | Campionato | Coppe nazionali | Coppe nazionali | Coppe nazionali | Coppe continentali | Coppe continentali | Coppe continentali | Altre coppe | Altre coppe | Altre coppe | Totale | Totale |
| Stagione                      | Squadra                       | Comp                          | Pres       | Reti       | Comp            | Pres            | Reti            | Comp               | Pres               | Reti               | Comp        | Pres        | Reti        | Pres   | Reti   |
| ----------------------------- | ----------------------------- | ----------------------------- | ---------- | ---------- | --------------- | --------------- | --------------- | ------------------ | ------------------ | ------------------ | ----------- | ----------- | ----------- | ------ | ------ |
| 2005-2006                     | Al-Ittihad Alessandria        | PL                            | 6          | 0          | CE              | 1               | 0               | CC                 | 4                  | 1                  | -           | -           | -           | 11     | 1      |
| 2006-2007                     | Al-Ittihad Alessandria        | PL                            | 18         | 4          | CE              | 0               | 0               | -                  | -                  | -                  | -           | -           | -           | 18     | 4      |
| 2007-2008                     | Al-Ittihad Alessandria        | PL                            | 7          | 0          | CE              | 0               | 0               | -                  | -                  | -                  | -           | -           | -           | 7      | 0      |
| 2008-2009                     | Al-Ittihad Alessandria        | PL                            | 25         | 3          | CE              | 1               | 0               | -                  | -                  | -                  | -           | -           | -           | 26     | 3      |
| 2009-2010                     | Al-Ittihad Alessandria        | PL                            | 25         | 6          | CE              | 3               | 4               | -                  | -                  | -                  | -           | -           | -           | 28     | 9      |
| Totale Al-Ittihad Alessandria | Totale Al-Ittihad Alessandria | Totale Al-Ittihad Alessandria | 81         | 13         |                 | 5               | 4               |                    | 4                  | 1                  |             | -           | -           | 90     | 18     |
| 2010-2011                     | Al-Ahly                       | PL                            | 24         | 8          | CE              | 1               | 0               | CCL+CCL            | 6+10               | 1+1                | SE          | 0           | 0           | 41     | 10     |
| 2011-2012                     | Al-Ahly                       | PL                            | 14         | 4          | -               | -               | -               | CCL                | 14                 | 5                  | -           | -           | -           | 28     | 9      |
| 2012-gen. 2013                | Al-Ahly                       | PL                            | -          | -          | CE              | 0               | 0               | CCL                | 0                  | 0                  | SE+SA+Cmc   | 1+0+3       | 1+0+0       | 4      | 1      |
| gen.-giu. 2013                | Hull City                     | FLC                           | 12         | 5          | FACup+CdL       | -               | -               | -                  | -                  | -                  | -           | -           | -           | 12     | 5      |
| 2013-gen. 2014                | Hull City                     | PL                            | 2          | 0          | FACup+CdL       | 1+2             | 0               | -                  | -                  | -                  | -           | -           | -           | 5      | 0      |
| Totale Hull City              | Totale Hull City              | Totale Hull City              | 14         | 5          |                 | 3               | 0               |                    | -                  | -                  |             | -           | -           | 17     | 5      |
| gen.-giu. 2014                | Al-Ahly                       | PL                            | 10         | 0          | CE              | 0               | 0               | CCL+CC             | 4+4                | 0+1                | SA+Cmc      | 1+0         | 1           | 19     | 2      |
| 2014-2015                     | Al-Ahly                       | PL                            | 6          | 1          | CE              | 1               | 1               | CCL+CC             | 0                  | 0                  | SE+SA       | 0           | 0           | 7      | 2      |
| Totale Al-Ahly                | Totale Al-Ahly                | Totale Al-Ahly                | 54         | 13         |                 | 2               | 1               |                    | 38                 | 8                  |             | 5           | 2           | 99     | 24     |
| 2015-2016                     | El-Entag El-Harby             | PL                            | 33         | 7          | CE              | 2               | 0               | -                  | -                  | -                  | -           | -           | -           | 35     | 7      |
| 2016-2017                     | Al-Mokawloon                  | PL                            | 29         | 6          | CE              | 1               | 0               | -                  | -                  | -                  | -           | -           | -           | 30     | 6      |
| 2017-2018                     | Al-Mokawloon                  | PL                            | 23         | 3          | CE              | 3               | 1               | -                  | -                  | -                  | -           | -           | -           | 26     | 4      |
| Totale Al-Mokawloon           | Totale Al-Mokawloon           | Totale Al-Mokawloon           | 52         | 9          |                 | 4               | 1               |                    | -                  | -                  |             | -           | -           | 56     | 10     |
| 2018-2019                     | El-Gouna                      | PL                            | 28         | 3          | CE              | 0               | 0               | -                  | -                  | -                  | -           | -           | -           | 28     | 3      |
| 2019-2020                     | El-Gouna                      | PL                            | 18         | 0          | CE              | 0               | 0               | -                  | -                  | -                  | -           | -           | -           | 18     | 0      |
| Totale El-Gouna               | Totale El-Gouna               | Totale El-Gouna               | 46         | 3          |                 | 0               | 0               |                    | -                  | -                  |             | -           | -           | 46     | 3      |
| Totale carriera               | Totale carriera               | Totale carriera               | 280        | 50         |                 | 16              | 6               |                    | 42                 | 9                  |             | 5           | 2           | 343    | 67     |

### Cronologia presenze e reti in nazionale
| Cronologia completa delle presenze e delle reti in nazionale ― Egitto | Cronologia completa delle presenze e delle reti in nazionale ― Egitto | Cronologia completa delle presenze e delle reti in nazionale ― Egitto | Cronologia completa delle presenze e delle reti in nazionale ― Egitto | Cronologia completa delle presenze e delle reti in nazionale ― Egitto | Cronologia completa delle presenze e delle reti in nazionale ― Egitto | Cronologia completa delle presenze e delle reti in nazionale ― Egitto | Cronologia completa delle presenze e delle reti in nazionale ― Egitto |
| Data                                                                  | Città                                                                 | In casa                                                               | Risultato                                                             | Ospiti                                                                | Competizione                                                          | Reti                                                                  | Note                                                                  |
| --------------------------------------------------------------------- | --------------------------------------------------------------------- | --------------------------------------------------------------------- | --------------------------------------------------------------------- | --------------------------------------------------------------------- | --------------------------------------------------------------------- | --------------------------------------------------------------------- | --------------------------------------------------------------------- |
| 29-12-2009                                                            | Il Cairo                                                              | Egitto                                                                | 1 – 1                                                                 | Malawi                                                                | Amichevole                                                            | -                                                                     | 46’                                                                   |
| 4-1-2010                                                              | Dubai                                                                 | Egitto                                                                | 1 – 0                                                                 | Mali                                                                  | Amichevole                                                            | 1                                                                     | 55’                                                                   |
| 12-1-2010                                                             | Benguela                                                              | Egitto                                                                | 3 – 1                                                                 | Nigeria                                                               | Coppa d'Africa 2010 - 1º turno                                        | 1                                                                     | 72’                                                                   |
| 16-1-2010                                                             | Benguela                                                              | Egitto                                                                | 2 – 0                                                                 | Mozambico                                                             | Coppa d'Africa 2010 - 1º turno                                        | 1                                                                     | 68’                                                                   |
| 20-1-2010                                                             | Benguela                                                              | Egitto                                                                | 2 – 0                                                                 | Benin                                                                 | Coppa d'Africa 2010 - 1º turno                                        | -                                                                     | 67’                                                                   |
| 25-1-2010                                                             | Benguela                                                              | Egitto                                                                | 3 – 1 dts                                                             | Camerun                                                               | Coppa d'Africa 2010 - Quarti di finale                                | 1                                                                     | 67’                                                                   |
| 28-1-2010                                                             | Benguela                                                              | Algeria                                                               | 0 – 4                                                                 | Egitto                                                                | Coppa d'Africa 2010 - Semifinale                                      | 1                                                                     | 59’                                                                   |
| 31-1-2010                                                             | Luanda                                                                | Ghana                                                                 | 0 – 1                                                                 | Egitto                                                                | Coppa d'Africa 2010 - Finale                                          | 1                                                                     | 70’                                                                   |
| 3-3-2010                                                              | Londra                                                                | Inghilterra                                                           | 3 – 1                                                                 | Egitto                                                                | Amichevole                                                            | -                                                                     | 64’                                                                   |
| 11-8-2010                                                             | Il Cairo                                                              | Egitto                                                                | 6 – 3                                                                 | RD del Congo                                                          | Amichevole                                                            | 1                                                                     |                                                                       |
| 5-9-2010                                                              | Il Cairo                                                              | Egitto                                                                | 1 – 1                                                                 | Sierra Leone                                                          | Qual. Coppa d'Africa 2012                                             | -                                                                     | 27’                                                                   |
| 17-11-2010                                                            | Il Cairo                                                              | Egitto                                                                | 3 – 0                                                                 | Australia                                                             | Amichevole                                                            | 1                                                                     | 59’ 74’                                                               |
| 16-12-2010                                                            | Doha                                                                  | Qatar                                                                 | 2 – 1                                                                 | Egitto                                                                | Amichevole                                                            | -                                                                     | 61’                                                                   |
| 5-1-2011                                                              | Il Cairo                                                              | Egitto                                                                | 5 – 1                                                                 | Tanzania                                                              | Amichevole                                                            | -                                                                     | 67’                                                                   |
| 9-1-2011                                                              | Il Cairo                                                              | Egitto                                                                | 1 – 0                                                                 | Uganda                                                                | Amichevole                                                            | 1                                                                     | 63’                                                                   |
| 11-1-2011                                                             | Ismailia                                                              | Egitto                                                                | 3 – 0                                                                 | Burundi                                                               | Amichevole                                                            | 1                                                                     | 56’                                                                   |
| 14-1-2011                                                             | Il Cairo                                                              | Egitto                                                                | 5 – 1                                                                 | Kenya                                                                 | Amichevole                                                            | -                                                                     | 50’                                                                   |
| 17-1-2011                                                             | Il Cairo                                                              | Egitto                                                                | 3 – 1                                                                 | Uganda                                                                | Amichevole                                                            | 1                                                                     | 52’                                                                   |
| 26-3-2011                                                             | Johannesburg                                                          | Sudafrica                                                             | 1 – 0                                                                 | Egitto                                                                | Qual. Coppa d'Africa 2012                                             | -                                                                     | 60’                                                                   |
| 5-6-2011                                                              | Il Cairo                                                              | Egitto                                                                | 0 – 0                                                                 | Sudafrica                                                             | Qual. Coppa d'Africa 2012                                             | -                                                                     | 57’                                                                   |
| 14-4-2012                                                             | Dubai                                                                 | Egitto                                                                | 3 – 0                                                                 | Mauritania                                                            | Amichevole                                                            | 2                                                                     | 61’                                                                   |
| 17-4-2012                                                             | Dubai                                                                 | Iraq                                                                  | 0 – 0                                                                 | Egitto                                                                | Amichevole                                                            | -                                                                     | 60’                                                                   |
| 20-5-2012                                                             | Omdurman                                                              | Egitto                                                                | 2 – 1                                                                 | Camerun                                                               | Amichevole                                                            | -                                                                     | 62’                                                                   |
| 22-5-2012                                                             | Omdurman                                                              | Egitto                                                                | 3 – 0                                                                 | Togo                                                                  | Amichevole                                                            | 1                                                                     | 74’                                                                   |
| 1-6-2012                                                              | Alessandria d'Egitto                                                  | Egitto                                                                | 2 – 0                                                                 | Mozambico                                                             | Qual. Mondiali 2014                                                   | -                                                                     | 46’                                                                   |
| 10-6-2012                                                             | Conakry                                                               | Guinea                                                                | 2 – 3                                                                 | Egitto                                                                | Qual. Mondiali 2014                                                   | -                                                                     | 58’                                                                   |
| 15-6-2012                                                             | Alessandria d'Egitto                                                  | Egitto                                                                | 2 – 3                                                                 | Rep. Centrafricana                                                    | Qual. Coppa d'Africa 2013                                             | -                                                                     | 62’                                                                   |
| 30-6-2012                                                             | Bangui                                                                | Rep. Centrafricana                                                    | 1 – 1                                                                 | Egitto                                                                | Qual. Coppa d'Africa 2013                                             | -                                                                     | 59’                                                                   |
| 12-10-2012                                                            | Dubai                                                                 | Egitto                                                                | 3 – 0                                                                 | Rep. del Congo                                                        | Amichevole                                                            | 1                                                                     | 64’                                                                   |
| 28-12-2012                                                            | Doha                                                                  | Qatar                                                                 | 0 – 2                                                                 | Egitto                                                                | Amichevole                                                            | 1                                                                     | 75’                                                                   |
| 14-1-2013                                                             | Abu Dhabi                                                             | Costa d'Avorio                                                        | 4 – 2                                                                 | Egitto                                                                | Amichevole                                                            | 1                                                                     | 89’                                                                   |
| 6-2-2013                                                              | Madrid                                                                | Cile                                                                  | 2 – 1                                                                 | Egitto                                                                | Amichevole                                                            | -                                                                     | 71’                                                                   |
| 26-3-2013                                                             | Alessandria d'Egitto                                                  | Egitto                                                                | 2 – 1                                                                 | Zimbabwe                                                              | Qual. Mondiali 2014                                                   | -                                                                     | 80’                                                                   |
| 14-11-2013                                                            | Il Cairo                                                              | Egitto                                                                | 2 – 0                                                                 | Zambia                                                                | Amichevole                                                            | -                                                                     |                                                                       |
| 19-11-2013                                                            | Il Cairo                                                              | Egitto                                                                | 2 – 1                                                                 | Ghana                                                                 | Qual. Mondiali 2014                                                   | 1                                                                     | 40’ 85’                                                               |
| 5-3-2014                                                              | Innsbruck                                                             | Bosnia ed Erzegovina                                                  | 0 – 2                                                                 | Egitto                                                                | Amichevole                                                            | 1                                                                     | 72’                                                                   |
| Totale                                                                |                                                                       | Presenze                                                              | 36                                                                    |                                                                       | Reti (10º posto)                                                      | 19                                                                    |                                                                       |

## Palmarès

### Club

#### Competizioni nazionali
- Campionato egiziano: 2

Al-Ahly: 2010-2011, 2013-2014
- Supercoppa d'Egitto: 3

Al-Ahly: 2010, 2012, 2014

#### Competizioni internazionali
- CAF Champions League: 1

Al-Ahly: 2012
- Supercoppa CAF: 1

Al-Ahly: 2014
- Coppa della Confederazione CAF: 1

Al-Ahly: 2014

### Nazionale
- Coppa d'Africa: 1

2010

### Individuale
- Capocannoniere della Coppa d'Africa: 1

2010 (5 gol)
- Giocatore rivelazione della Coppa d'Africa: 1

2010